# Гидора, трёхголовый монстр (фильм, 1964)
Гидора, трёхголовый монстр (яп. 三大怪獣 地球最大の決戦 сандайкайдзю: тикю:сайдай но кэссэн, величайшая на Земле решающая схватка трёх огромных чудовищ; англ. Ghidorah, the Three-Headed Monster) — японский кайдзю-фильм режиссёра Исиро Хонды, пятый о динозавре Годзилле, третий о бабочке Мотре, второй о птерозавре Родане и первый о драконе Кинге Гидоре. Японский кинопрокат начался 20 декабря 1964 года.
Фильм был признан одним из лучших в периоде Сёва, в Японии в год выхода фильм набрал 4 320 000 зрителей в кинотеатрах.
Релиз фильма на DVD состоялся в 2007 году.

## Сюжет
Японский детектив Синдо должен охранять принцессу Селину из маленькой страны в Гималаях, когда она приезжает в Японию. Но во время полёта принцессы Селины случается непредвиденное: повинуясь сверхъестественному порыву, принцесса успевает покинуть самолёт за мгновение до того, как он взрывается. Оказывается, в самолёт попал метеорит, прилетевший из космоса. В Японии принцесса Селина всё так же продолжает вести себя очень странно, заявляя, что она прибыла с Венеры и что людям угрожает страшная опасность. Действительно, вскоре из океана появляется Годзилла, а из кратера вулкана вылезает Родан, которые начинают наводить панику на японцев. Но это ещё не всё: дело в том, что в прилетевшем метеорите на землю прибыл трёхголовый инопланетный монстр Гидора, уничтоживший ранее Венеру. Вскоре появляется третий монстр — личинка Мотры, который просит, чтобы Годзилла и Родан прекратили враждовать между собой и объединили силы, чтобы уничтожить Гидору. В это время вокруг принцессы Селины также разгораются нешуточные страсти, ибо из её родной страны в Японию прибыли наёмные убийцы, стремящиеся ликвидировать принцессу и захватить власть в её стране. Годзилла и Родан не соглашаются помогать Мотре, так как «защищать людей — не их дело», но когда Мотра оказывается в беде, они всё-таки приходят ей на помощь. Синдо спасает принцессу от убийц, а Годзилла, Родан и Мотра расправляются с Кингом Гидорой, после чего тот, закутанный в «паутину» Мотры, улетает в космос. Селина перестаёт странно себя вести и улетает в свою страну. Родан улетает, а Годзилла и личинка Мотры уходят в море.

## В ролях
| Актёр                | Роль             |
| -------------------- | ---------------- |
| Ёсукэ Нацуки         | детектив Синдо   |
| Ёрико Хоси           | Наоко Синдо      |
| Хироси Коидзуми      | профессор Мураи  |
| Акико Вакабаяси      | принцесса Селина |
| Симура Такаси        | доктор Цукамото  |
| Хисая Ито            | Малнесс          |
| сёстры Эми и Юми Ито | феи              |
| Акихико Хирата       | Окита            |
| Кэндзи Сахара        | Канамаки         |
| Харуо Накадзима      | Годзилла         |
| Сёити Хиросэ         | Кинг Гидора      |
| Масааки Синохара     | Родан            |

## Показанные чудовища
- Годзилла — гигантский динозавр, оживший и мутировавший во время бомбардировок Хиросимы и Нагасаки. В первый раз напал на Японию в 1954 году. Главная суперспособность Годзиллы — он может извергать из пасти тепловой луч. Размеры: рост 50 м; вес 20 000 т[1].
- Кинг Гидора — чудовищный трёхголовый космический дракон, прилетевший в метеорите на Землю, чтобы уничтожить человечество. Чешуя ярко-золотистого цвета. Из всех трёх голов извергает разрушительные молнии. Это первый фильм с участием Кинга Гидоры, в последующих фильмах этот персонаж ещё много раз сражался с Годзиллой и Мотрой. Размеры: высота 100 м; размах крыльев 150 м; вес 30 000 т[2].
- Родан — огромный птерозавр, появившийся здесь, как и в первом фильме, из пещеры. Взмахами крыльев создаёт разрушительные вихри. Изначально являлся врагом Годзиллы, но перед угрозой со стороны Кинга Гидоры они объединяются с Мотрой и совместными усилиями одолевают инопланетного монстра. Это первый фильм, в котором Родан сталкивается с Годзиллой. Размеры: рост 50 м; размах крыльев 120—150 м; вес 15 000 т[3].
- Мотра — громадная бабочка с острова Инфант. В этом фильме присутствует только одна из двух гусениц Мотры, вылупившихся из яйца во время событий предыдущего фильма (вторая личинка умерла на острове). Сёстры-феи Сёбидзин сопровождают подрастающую личинку. Гусеница хорошо плавает, а при нападении стреляет клейкой паутиной. В этом фильме гусеница Мотры уговаривает при помощи телепатии Годзиллу и Родана забыть о вражде и совместно напасть на Кинга Гидору. Размеры личинки: длина 53 м; вес 10 000 т[4].

## Русский Дубляж
Фильм дублирован студией «Ленфильм» 
- Режиссёр дубляжа — Гелена Пирогова
- Переводчик — Михаил Черепнин
- Автор синхронного текста — Екатерина Барто
- Звукорежиссёр — Марина Макурина
- Звукомонтажёры — Татьяна Гожикова, Светлана Иванова
- Звукорежиссёр перезаписи — Владислав Иваровский
- Ассистент режиссёра — Мария Черкашина
- Творческий консультант — Мариуш Яворовский
- Диктор — Олег Белов

## В зарубежном прокате
Американская версия фильма оказалась короче оригинала почти на 10 минут. Помимо того, что часть сцен была вырезана, некоторые эпизоды были переставлены местами или смешаны, из за чего в фильме появилось несколько неясных моментов. Так, вырезана сцена призыва феями Сёбидзин Мотры. В оригинале Родан появляется чуть позже Годзиллы, в американском же варианте оба монстра появляются почти одновременно. Также эпизод, где принцесса Селина рассказывает Синдо, Наоко и доктору Цукамото о появлении Гидоры, перемещён вперёд, уже после того, как монстр прилетел на планету внутри метеорита.
В американской версии фильма Селина говорит, что прибыла не с Венеры, а с Марса. Это связано с тогдашним твёрдым убеждением на Западе, что именно на Марсе более всего вероятно присутствие разумной жизни.

## Названия
- Три гигантских монстра: Величайшая битва на Земле — перевод японского названия.
- Гидра — трёхголовый монстр — американское название.
- Годзилла Мотра Кинг Гидора: Величайшая битва на Земле — название японского переиздания в 1971 г.
- Монстр из монстров — Гидора — английское название от Toho.

## Факты
- Студия «Toho» не раскрывала публике, что Годзиллу играет человек в костюме, до самого выхода фильма в прокат.
- Актёр Хисая Ито, играющий Малнесса, ни разу за весь фильм не снимает солнцезащитных очков.
- Актёр Сёити Хиросэ позже повторно изображал Кинга Гидору в фильме «Годзилла против Монстра Зеро»[5].